# 1998년 대한민국
이 문서는 1998년 대한민국에서 일어난 사건을 다룬다.

## 재임자
제6공화국 (국민의 정부)
- 대통령 : 김영삼 (~2월 24일), 김대중 (2월 25일~)
- 국무총리 : 고건 (~2월 24일), 김종필 (3월 3일~)